# PSR B1509-58
PSR B1509-58, conegut també com la mà de Déu, és un púlsar situat a aproximadament 17.000 anys llum, a la constel·lació del Compàs descobert per l'observatori de raigs X Einstein el 1982. Fou inicialment detectat pel satèl·lit artificial Uhuru com a font de raigs X.
S'estima la seva edat en aproximadament 1.700 anys. El púlsar se situa en una nebulosa que s'expandeix al llarg d'uns 150 anys llum. La NASA va descriure l'estrella com "una estrella de neutrons que gira ràpidament llançant energia a l'espai que l'envolta per crear estructures complexes i intrigants, entre elles una que s'assembla una mà còsmica gegant". El temps de rotació és de quasi 7 vegades per segon.
El púlsar es troba al centre d'un romanent de supernova, RCW 89, no obstant hi ha moltes incognites sobre la natura de l'associació entre el romanent i el púlsar. S'ha suggerit que el púlsar es produí per l'explosió de la supernova històrica, tot i que es tracta d'una hipòtesi marginal. Un altre romanent proper, el RCW 86, es considera com el romanent més probable d'aquesta explosió.

## Galeria
- Rportatge sobre PSR B1509-58.(anglès)
- Seqüència d'imatges de PSR B1509-58.(anglès)
- Comparació de la mida de PSR B1509-58 amb la Nebulosa del Cranc.(anglès)